# برایان تورنتون
برایان چارلز تورنتون (به انگلیسی: Brian Charles Thornton) (زاده ۲۲ آوریل ۱۹۸۵ در هانتینگتون بیچ) بازیکن تیم ملی والیبال ایالات متحده آمریکا است. او به همراه تیم ملی آمریکا در المپیک ۲۰۱۲ حضور داشت.